# وود لند (واشینگتن)
وود لند (به انگلیسی: Woodland) شهری در شهرستان کلارک، ایالت واشنگتن است که در سرشماری سال ۲۰۱۰ میلادی، ۵۵۰۹ نفر جمعیت داشته است. 